# Cirrhilabrus punctatus
Cirrhilabrus punctatus är en fiskart som beskrevs av Randall och Kuiter, 1989. Cirrhilabrus punctatus ingår i släktet Cirrhilabrus och familjen läppfiskar. IUCN kategoriserar arten globalt som livskraftig. Inga underarter finns listade i Catalogue of Life.